# アドマイヤドン
アドマイヤドン（欧字名:Admire Don、1999年5月17日 - 2022年9月21日）は、日本の競走馬、日本および大韓民国の種牡馬。
地方、中央問わず、ダート路線では無類の強さを誇り、芝、ダートのGI競走において地方と中央合わせて通算7勝を挙げた。母ベガは桜花賞と優駿牝馬を勝った名牝で、半兄に東京優駿（日本ダービー）を制したアドマイヤベガ、セントライト記念を勝ったアドマイヤボスがいる。

## 競走馬時代

### 2歳時（2001年）
2001年10月13日、京都競馬場の新馬戦でデビュー。鞍上は藤田伸二。デビュー戦から3連勝で朝日杯フューチュリティステークスを勝ち、この年のJRA賞最優秀2歳牡馬に選ばれる。

### 3歳時（2002年）
2002年、クラシック路線を歩み、皐月賞、東京優駿（日本ダービー）、菊花賞に出走するも、それぞれ7着、6着、4着と敗退する。
その後ダート路線に転向し、盛岡で開催された統一GI競走JBCクラシックに菊花賞から中1週で出走すると、いきなり2着のプリエミネンスに7馬身差をつける圧勝劇を見せる。その後、ジャパンカップダートにも出走し、ジャパンダートダービーとダービーグランプリの覇者であるゴールドアリュールを抑えて1番人気に推されたが、結果はイーグルカフェの3着であった（ゴールドアリュールは5着）。

### 4歳時（2003年）
2003年はフェブラリーステークスから始動するが、スタートの出遅れと道中2度に渡り他馬に接触されたこともありゴールドアリュールの11着に敗れ、この後秋まで休養する。
復帰戦から安藤勝己を鞍上に迎え、エルムステークスをG1馬のイーグルカフェなどを相手に9馬身差の圧勝、続く不良馬場のマイルチャンピオンシップ南部杯を外目を走りながら4馬身差で勝利し、さらにJBCクラシックでは連覇を果たしてダート重賞3連勝を飾り、それまでのダート界最強であったゴールドアリュールが喘鳴症によりこの年の帝王賞を最後に引退したこともあり、ダートの鬼として名を轟かせた。2年連続の出走となったジャパンカップダートは、TV中継で実況をしていた矢野吉彦アナが「アドマイヤドンがねじ伏せた！」と誤認実況してしまうほど惜しい内容でアメリカのフリートストリートダンサーにハナ差の2着と惜敗したが、この年のJRA賞最優秀ダートホースとNARグランプリ特別表彰馬に選ばれる。

### 5歳時（2004年）
2004年、休養明け初戦のフェブラリーステークスを圧倒的1番人気で勝ち、前年惨敗した屈辱を晴らした。この時の単勝配当はフェブラリーステークス史上最低配当である。これを踏み台に、ドバイワールドカップにも挑戦したが、8着に敗れる。しかし、国内では無類の強さを誇り、休養を経てから帝王賞を勝利する。休養空けのマイルチャンピオンシップ南部杯では主戦の安藤勝己が騎乗停止中で武豊に乗り変わったが2着に敗れる。続くJBCクラシックは史上初となる3連覇で勝利する。ジャパンカップダートは同厩舎のタイムパラドックスに敗れ2年連続の2着となった。その後、陣営の『ダート卒業宣言』により、久々の芝のレースとなった有馬記念へ出走し、7着に敗れたものの、この年もJRA賞最優秀ダートホースに選ばれた。

### 6歳時（2005年）
2005年はダートと芝のレースを併用していたが、精彩を欠き、5月のかしわ記念が最後のレースとなった。その後、休養中にツメの不安が出るなどしたため、同年11月16日に、正式に引退が発表された。翌2006年1月16日にはノーザンホースパークで、同じく2005年で引退したアドマイヤグルーヴ、アドマイヤマックスとの合同引退式が行われた。

## 競走成績
| 年月日 | 年月日 | 年月日 | 競馬場         | 競走名          | 格   | 頭 数 | 枠 番 | 馬 番 | オッズ （人気） | オッズ （人気） | 着順 | 騎手     | 斤 量 | 距離（馬場）  | タイム （上り3F） | タイム 差 | 勝ち馬/（2着馬）           |
| 2001.  | 10.    | 13     | 京都           | 2歳新馬         |      | 12    | 8     | 11    | 2.6             | （1人）         | 1着  | 藤田伸二 | 53    | ダ1400m（良） | 1:26.8（38.3）    | -1.3      | （スイートルーム）         |
|        | 11.    | 10     | 京都           | 京都2歳S        | OP   | 9     | 4     | 4     | 1.7             | （1人）         | 1着  | 藤田伸二 | 55    | 芝1800m（良） | 1:47.4（36.3）    | -0.7      | （オースミエルスト）       |
|        | 12.    | 9      | 中山           | 朝日杯FS        | GI   | 16    | 1     | 1     | 2.1             | （1人）         | 1着  | 藤田伸二 | 55    | 芝1600m（良） | 1:33.8（35.5）    | -0.1      | （ヤマノブリザード）       |
| 2002.  | 3.     | 16     | 阪神           | 若葉S           | OP   | 11    | 7     | 8     | 1.8             | （1人）         | 3着  | 藤田伸二 | 56    | 芝2000m（良） | 2:01.6（34.6）    | 0.1       | シゲルゴッドハンド         |
|        | 4.     | 14     | 中山           | 皐月賞          | GI   | 18    | 4     | 8     | 10.7            | （4人）         | 7着  | 藤田伸二 | 57    | 芝2000m（良） | 1:59.3（35.8）    | 0.8       | ノーリーズン               |
|        | 5.     | 26     | 東京           | 東京優駿        | GI   | 18    | 3     | 5     | 25.1            | （8人）         | 6着  | 藤田伸二 | 57    | 芝2400m（良） | 2:26.7（35.3）    | 0.5       | タニノギムレット           |
|        | 8.     | 18     | 札幌           | 札幌記念        | GII  | 16    | 8     | 15    | 6.1             | （3人）         | 4着  | 藤田伸二 | 53    | 芝2000m（良） | 1:59.8（34.6）    | 0.3       | テイエムオーシャン         |
|        | 10.    | 20     | 京都           | 菊花賞          | GI   | 18    | 2     | 3     | 11.4            | （5人）         | 4着  | 藤田伸二 | 57    | 芝3000m（良） | 3:06.4（35.6）    | 0.5       | ヒシミラクル               |
|        | 11.    | 4      | 盛岡           | JBCクラシック   | GI   | 14    | 2     | 2     | 4.5             | （2人）         | 1着  | 藤田伸二 | 55    | ダ2000m（良） | 2:05.6（不明）    | -1.1      | （プリエミネンス）         |
|        | 11.    | 23     | 中山           | ジャパンCダート | GI   | 16    | 1     | 2     | 2.2             | （1人）         | 3着  | 藤田伸二 | 55    | ダ1800m（良） | 1:52.4（38.6）    | 0.2       | イーグルカフェ             |
| 2003.  | 2.     | 23     | 中山           | フェブラリーS   | GI   | 16    | 8     | 16    | 3.7             | （2人）         | 11着 | 藤田伸二 | 56    | ダ1800m（稍） | 1:53.5（39.3）    | 2.6       | ゴールドアリュール         |
|        | 9.     | 6      | 札幌           | エルムS         | GIII | 13    | 7     | 10    | 2.7             | （1人）         | 1着  | 安藤勝己 | 59    | ダ1700m（良） | 1:43.8（36.4）    | -1.5      | （トシザボス）             |
|        | 10.    | 13     | 盛岡           | マイルCS南部杯  | GI   | 14    | 8     | 13    | 1.7             | （1人）         | 1着  | 安藤勝己 | 57    | ダ1600m（不） | 1:35.4（不明）    | -0.6      | （コアレスハンター）       |
|        | 11.    | 3      | 大井           | JBCクラシック   | GI   | 15    | 8     | 14    | 1.7             | （1人）         | 1着  | 安藤勝己 | 57    | ダ2000m（良） | 2:04.3（37.6）    | -0.6      | （スターキングマン）       |
|        | 11.    | 29     | 東京           | ジャパンCダート | GI   | 16    | 3     | 6     | 1.5             | （1人）         | 2着  | 安藤勝己 | 57    | ダ2100m（不） | 2:09.2（38.2）    | 0.0       | フリートストリートダンサー |
| 2004.  | 2.     | 22     | 東京           | フェブラリーS   | GI   | 16    | 5     | 10    | 1.3             | （1人）         | 1着  | 安藤勝己 | 57    | ダ1600m（良） | 1:36.8（35.5）    | -0.1      | サイレントディール         |
|        | 3.     | 27     | ナド・アルシバ | ドバイWC        | G1   | 12    |       | 1     |                 |                 | 8着  | 安藤勝己 | 57    | ダ2000m（良） | 2:05.1（不明）    | 4.9       | Pleasantly Perfect         |
|        | 6.     | 30     | 大井           | 帝王賞          | GI   | 10    | 6     | 6     | 1.3             | （1人）         | 1着  | 安藤勝己 | 57    | ダ2000m（稍） | 2:04.0（36.1）    | 0.0       | （ナイキアディライト）     |
|        | 10.    | 11     | 盛岡           | マイルCS南部杯  | GI   | 12    | 8     | 11    |                 | （1人）         | 2着  | 武豊     | 57    | ダ1600m（稍） | 1:36.0（不明）    | 0.1       | ユートピア                 |
|        | 11.    | 3      | 大井           | JBCクラシック   | GI   | 13    | 5     | 7     | 1.3             | （1人）         | 1着  | 安藤勝己 | 57    | ダ2000m（稍） | 2:02.4（36.6）    | -0.2      | （アジュディミツオー）     |
|        | 11.    | 28     | 東京           | ジャパンCダート | GI   | 16    | 5     | 10    | 1.7             | （1人）         | 2着  | 安藤勝己 | 57    | ダ2100m（良） | 2:09.1（37.5）    | 0.4       | タイムパラドックス         |
|        | 12.    | 26     | 中山           | 有馬記念        | GI   | 15    | 8     | 15    | 21.3            | （8人）         | 7着  | 安藤勝己 | 57    | 芝2500m（良） | 2:30.4（35.3）    | 0.9       | ゼンノロブロイ             |
| 2005.  | 2.     | 20     | 東京           | フェブラリーS   | GI   | 15    | 2     | 3     | 3.7             | （2人）         | 5着  | 安藤勝己 | 57    | ダ1600m（不） | 1:35.3（35.8）    | 0.6       | メイショウボーラー         |
|        | 4.     | 3      | 阪神           | 大阪杯          | GII  | 9     | 6     | 6     | 7.1             | （5人）         | 6着  | 安藤勝己 | 59    | 芝2000m（良） | 1:59.7（34.9）    | 0.7       | サンライズペガサス         |
|        | 5.     | 5      | 船橋           | かしわ記念      | GI   | 10    | 3     | 3     |                 | （2人）         | 4着  | 安藤勝己 | 57    | ダ1600m（良） | 1:38.5（38.0）    | 0.6       | ストロングブラッド         |

## 種牡馬時代
2006年、供用前に腸捻転による開腹手術を受けたが、春より社台スタリオンステーションで種牡馬となり、80頭に種付けを行った。産駒は2009年にデビューし、6月21日に水沢競馬第5競走JRA認定フューチャーでサンデーゴールドが中央・地方通じての産駒初勝利をあげた。
2011年からは韓国に輸出され、済州島にある緑原牧場で繋養されることになった。その後2017年まで種付けを行っており、産駒からチョンジストームが後継として種牡馬入りしている。その後、ソウル郊外のソンアム畜産に移動して繋養され、2021年から少頭数ながら種付けが再開されていた。
2022年9月21日、種付けの際にトモを痛め、後躯麻痺となったことから安楽死の措置がとられた。23歳没。翌9月22日、斃死を理由として種牡馬登録を抹消された。

### 主な産駒
- 2007年産
  - トーセンアレス（埼玉新聞栄冠賞、スパーキングサマーカップ）[9]
- 2009年産
  - ドンスキマー（黒潮皐月賞、高知優駿）[10]
- 2010年産
  - アウトジェネラル（羽田盃、金盃）[11]
  - ミネサランサジャ（知床賞）[12]
- 2011年産
  - アドマイヤデウス（日経新春杯、日経賞）[13]
  - アルバート（ステイヤーズステークス3回、ダイヤモンドステークス）[14]
  - メイジン（金沢スプリングカップ、中日杯）[15]

## 受賞歴
- 2001年JRA賞最優秀2歳牡馬
- 2003年、2004年JRA賞最優秀ダートホース
- 2003年NARグランプリ特別表彰馬

## 血統表
| アドマイヤドンの血統                                       | アドマイヤドンの血統                                                                     | アドマイヤドンの血統                                                                     | （血統表の出典）                                                                         | （血統表の出典） |
| 父系                                                       | ウッドマン系                                                                             | ウッドマン系                                                                             | ウッドマン系                                                                             |                  |
| 父 *ティンバーカントリー Timber Country 1992 栗毛 アメリカ | 父の父Woodman 1983 栗毛 アメリカ                                                         | Mr.Prospector 1970                                                                       | Raise a Native                                                                           | Raise a Native   |
| 父 *ティンバーカントリー Timber Country 1992 栗毛 アメリカ | 父の父Woodman 1983 栗毛 アメリカ                                                         | Mr.Prospector 1970                                                                       | Gold Digger                                                                              |                  |
| 父 *ティンバーカントリー Timber Country 1992 栗毛 アメリカ | 父の父Woodman 1983 栗毛 アメリカ                                                         | *プレイメイト Playmate 1975                                                              | Buckpasser                                                                               | Buckpasser       |
| 父 *ティンバーカントリー Timber Country 1992 栗毛 アメリカ | 父の父Woodman 1983 栗毛 アメリカ                                                         | *プレイメイト Playmate 1975                                                              | Intriguing                                                                               |                  |
| 父 *ティンバーカントリー Timber Country 1992 栗毛 アメリカ | 父の母Fall Aspen 1976 栗毛 アメリカ                                                      | Pretense 1963                                                                            | Endeavour                                                                                | Endeavour        |
| 父 *ティンバーカントリー Timber Country 1992 栗毛 アメリカ | 父の母Fall Aspen 1976 栗毛 アメリカ                                                      | Pretense 1963                                                                            | Imitation                                                                                |                  |
| 父 *ティンバーカントリー Timber Country 1992 栗毛 アメリカ | 父の母Fall Aspen 1976 栗毛 アメリカ                                                      | Change Water 1969                                                                        | Swaps                                                                                    | Swaps            |
| 父 *ティンバーカントリー Timber Country 1992 栗毛 アメリカ | 父の母Fall Aspen 1976 栗毛 アメリカ                                                      | Change Water 1969                                                                        | Portage                                                                                  |                  |
| 母 ベガ 1990 鹿毛 北海道早来町                             | 母の父*トニービン Tony Bin 1983 鹿毛 アイルランド                                        | *カンパラ Kampala 1976                                                                   | Kalamoun                                                                                 | Kalamoun         |
| 母 ベガ 1990 鹿毛 北海道早来町                             | 母の父*トニービン Tony Bin 1983 鹿毛 アイルランド                                        | *カンパラ Kampala 1976                                                                   | State Pension                                                                            |                  |
| 母 ベガ 1990 鹿毛 北海道早来町                             | 母の父*トニービン Tony Bin 1983 鹿毛 アイルランド                                        | Severn Bridge 1965                                                                       | Hornbeam                                                                                 | Hornbeam         |
| 母 ベガ 1990 鹿毛 北海道早来町                             | 母の父*トニービン Tony Bin 1983 鹿毛 アイルランド                                        | Severn Bridge 1965                                                                       | Priddy Fair                                                                              |                  |
| 母 ベガ 1990 鹿毛 北海道早来町                             | 母の母*アンティックヴァリュー Antique Value 1979 鹿毛 アメリカ                           | Northern Dancer 1961                                                                     | Nearctic                                                                                 | Nearctic         |
| 母 ベガ 1990 鹿毛 北海道早来町                             | 母の母*アンティックヴァリュー Antique Value 1979 鹿毛 アメリカ                           | Northern Dancer 1961                                                                     | Natalma                                                                                  |                  |
| 母 ベガ 1990 鹿毛 北海道早来町                             | 母の母*アンティックヴァリュー Antique Value 1979 鹿毛 アメリカ                           | Moonscape 1967                                                                           | Tom Fool                                                                                 | Tom Fool         |
| 母 ベガ 1990 鹿毛 北海道早来町                             | 母の母*アンティックヴァリュー Antique Value 1979 鹿毛 アメリカ                           | Moonscape 1967                                                                           | Brazen                                                                                   |                  |
| 母系(F-No.)                                                | アンティックヴァリュー系(FN:9-f)                                                         | アンティックヴァリュー系(FN:9-f)                                                         | アンティックヴァリュー系(FN:9-f)                                                         | [ § 2 ]          |
| 5代内の近親交配                                            | Tom Fool 5×4=9.38%、Native Dancer 5×5=6.25%、Hyperion 5×5=6.25%、Swaps 5･4（父内）=9.38% | Tom Fool 5×4=9.38%、Native Dancer 5×5=6.25%、Hyperion 5×5=6.25%、Swaps 5･4（父内）=9.38% | Tom Fool 5×4=9.38%、Native Dancer 5×5=6.25%、Hyperion 5×5=6.25%、Swaps 5･4（父内）=9.38% | [ § 3 ]          |
| 出典                                                       | 1. 2. 3.                                                                                 | 1. 2. 3.                                                                                 | 1. 2. 3.                                                                                 | 1. 2. 3.         |

- 半兄にアドマイヤベガ、アドマイヤボス、半弟にキャプテンベガ（いずれも父サンデーサイレンス）、半妹にヒストリックスター（父ファルブラヴ、ハープスターの母）。
- 母ベガの半姉にニュースヴァリュー（外国産馬として出走、札幌スプリントステークスGIII2着）、全弟にマックロウ（京都記念GII勝ち）。